# Girl Power! Live in Istanbul
Girl Power! Live in Istanbul è una videocassetta delle Spice Girls pubblicata ufficialmente nel 1997.
Il video contiene la registrazione del primo grande concerto delle Spice Girls a Istanbul, in Turchia, il 12 e 13 ottobre 1997.
L'esibizione è stata realizzata al Abdi Ipekci Stadium ed era stata organizzata dalla Pepsi Cola, azienda con la quale le ragazze avevano già avuto a che fare perché testimonial della famosa bibita.
Il film del concerto, diretto da David Barnard, fu trasmesso in televisione per la prima volta in Gran Bretagna nel Natale del 1997. Al concerto erano presenti ben 40.000 fan.

## Contenuti
- Girls Talk! The story so far... - Intervista con le componenti del gruppo.
- Live in Istanbul (12 e 13 ottobre 1997)

1. If U Can't Dance
2. Who Do You Think You Are?
3. Say You'll Be There
4. Step To Me
5. Naked
6. 2 Become 1
7. Spice Up Your Life
8. Move Over (Encore)
9. Wannabe

- Video diary
- Behind the scenes

## Scaletta
La videocassetta non include tutte le canzoni dalla scaletta dei concerti: sono infatti omesse Something Kinda Funny, Saturday Night Divas, Stop, Too Much, Love Thing e Mama.
1. If U Can't Dance
2. Who Do You Think You Are?
3. Something Kinda Funny
4. Saturday Night Divas"
5. Say You'll Be There
6. Step To Me
7. Naked
8. 2 Become 1
9. Stop
10. Too Much
11. Spice Up Your Life
12. Love Thing
13. Mama
14. Move Over (Encore)
15. Wannabe